# Station Cantoblanco Universidad
Station Cantoblanco Universidad is een station van de Cercanías Madrid aan lijn C-4
Het station ligt in zone B1 en is gelegen in de Madrileense wijk El Pardo.